# Musica Bohemica
Musica Bohemica je český hudební komorní soubor, interpretující lidovou, anonymní, starou a autorskou hudbu. Soubor založil hudební skladatel Jaroslav Krček v roce 1975, který soubor vede jako umělecký vedoucí a pro soubor tvoří jedinečné osobité úpravy lidových písní a další vlastní díla.
Soubor Musica Bohemica se převážně specializuje na interpretaci a zpracování anonymní lidové hudby, ale i instrumentální skladby vrcholného baroka, velká oratoria a soudobou hudbu. Soubor natočil 38 CD a hudbu k několika filmům.

## Členové souboru
V současné době je soubor tvořen těmito kmenovými členy:
- Jaroslav Krček - umělecký vedoucí, dirigent, zpěv, perkuse, cemballo, malé harfy a další lidové nástroje (trumšajt, fanfrnoch, dulcimer, niněry...)
- Anna Hlavenková - zpěv (mezzosoprán), perkuse
- Karel Jakubů - zpěv (baryton), perkuse, lidové nástroje (trumšajt, fanfrnoch...)
- Martin Šandera - I. housle
- Jan Marek - II. housle
- Jan Žádník - viola, flétny, trumšajt
- Teo Brcko - violoncello
- Jiří Rubeš - kontrabas
- Kateřina Jansová - příčná flétna, pikola, zobcové flétny
- Gabriela Krčková - hoboj, hoboj d'amour, anglický roh, zobcové flétny, zpěv
- Jan Hejhal - klarinet

Se souborem dále účinkují:
- Petra Havránková Hagemeister - zpěv (soprán)
- Jan Hrdlička - klarinet
- Jan Krček - violoncello
- Jan Tihelka - klarinet, zobcové flétny
- Bronislava Tomanová Smržová - zpěv (soprán)
- Mária Varhoľáková - violoncello
- Michaela Vyoralová - II. housle

V historii v souboru účinkovali:
- Jakub Fišer - II. housle, zpěv (soprán)
- Jiří Fišer - I. housle
- Josef Krček - klarinet, lidový cimbálek, zobcové flétny, zpěv
- Jarmila Miháliková - zpěv (soprán)
- Hana Müllerová Jouzová - harfa
- Josef Pražák starší - violoncello
- Štěpán Pražák - I. housle
- Luboš Vraspír - zpěv (tenor)